# 天然素材NHK
『天然素材NHK』（てんねんそざいエヌエイチケイ）は、NHK総合テレビジョンで2020年から放送されている番組である。

## 概要
NHKアーカイブスの番組（＝"天然素材"）からユニークでコミカルな名場面を厳選し、ナレーションによる解説や当時の出演者本人へのインタビューを交えて紹介するという内容である。1925年のラジオ仮放送（現・NHKラジオ第1放送）開局から2025年で100周年を迎えるにあたり、NHKの保有する映像・音声資産を視聴者に還元する施策の一環として企画された。番組の性質上、NHK番組発掘プロジェクトによって関係者と視聴者から提供された映像もたびたび使用される。
2020年から2021年にかけてパイロット版が放送された後、2023年4月5日から6月14日まで毎週水曜日23時 - 23時30分でレギュラー化された。さらに、2024年1月8日から3月11日まで毎週月曜日23時 - 23時30分に第2期（season2）が放送された。2025年1月6日から3月10日までは、毎週月曜日23時 - 23時30分に第3期（season3）が放送された。

## 出演者
- ナレーション：庄司宇芽香
- 合間に流れるコント風アニメに登場する架空の人物

N川H男（声 - 鈴木賢）
NHK男性キャスター。常に冷静な声色とポーカーフェイスを貫く。
N田H美（声 - 庄司宇芽香）
NHK女性キャスター。常に冷静な声色とポーカーフェイスを貫く。
N井H郎（声 - 鈴木賢）
ゲストコメンテーター。N川とN田とは対象的に表情豊かで、2人の言動にツッコミを入れる。ただ、ゲストにもかかわらず毎回言動した事に則したひどい目に遭わされるなど雑な扱いを受けている。

## 放送リスト

### 特番時代
| 放送日                    | タイトル               | 紹介された番組 | ゲスト                            | 備考                  |
| ------------------------- | ---------------------- | --- | --------------------------------- | --------------------- |
| 2020年5月16日22:15-22:45  |                        | 趣味百科「ヨーガ健康法」（1994年） わたしの健康ライフ 「自然流の生活」（1991年） おかあさんの勉強室「わが家の思春期作戦」(1985年） 視点・論点「独りぼっちのXmas」（2011年） 爆問学問「君もアンパンマンになれる！」（2011年） 真剣10代しゃべり場「かっこいいってどういうことですか？」（2000年） ニュース映像「奇抜な美容健康法」（1954年） ニュース映像「禿頭コンクール」（1955年） ニュース映像「熊のいる温泉」（1953年） ニュース映像「象の海水浴」（1957年） ドキュメンタリー「42.195キロの対話」（1977年） 霊媒師ラインハートの交霊実験（1957年） 真似して真似され二人旅「大滝秀治・関根勤の巻」（1999年） |                                   |                       |
| 2020年12月25日22:50-23:15 | 第2集〜希望の轍〜      | ぽかぽか家族に福きたる！ 「平野レミの早わざレシピ 第5弾」（2018年1月8日） きょうの料理「嫌いなものが好きになる」（1993年10月11日） きょうの料理「わたしのすすめる野菜料理」（1985年6月5日） きょうの料理「20分で晩ごはん」（1995年8月30日) 各駅停車 徳島ふるさとの風景「鈴木清順のひとり旅」（1991年7月11日） 歴史への招待「決戦 川中島 前編」（1979年10月11日） NHK特集「ねぶた・ねぷた」（1976年8月5日） 板画まんだら 棟方志功の世界（1970年3月22日） フレッシュちゅうごく5けん「一族集合！中国山地平家の宴」（1984年12月13日） サラリーマンライフ「クイズ・オン・アスレチック」（1983年10月9日） ピアノのおけいこ「スタッカートとレガート」（1973年10月24日） あなたのメロディー（1977年12月4日） |                                   |                       |
| 2021年9月23日22:30-23:00  | 第3集 〜素顔のままに〜 | ETV2002「83歳のアンパンマン 〜やなせたかしの真剣勝負〜」（2002年4月22日） YOU（1983年9月17日） ルポルタージュにっぽん「翔んでる100歳 物集高量」（1979年9月15日） ナイトジャーナル（1993年7月26日・1994年3月21日） 趣味講座「マイコン入門」（1982年4月7日） このまちだいすき「きみが米を食べた」（1993年9月17日） 視点・論点（2005年8月2日） 第6回NHK料理腕自慢コンクール（1961年1月29日） ネコがみるみるテレビ（2017年3月18日） | 海道はじめ（坂越達明） 志茂田景樹 |                       |
| 2021年12月22日22:49-23:14 | 第4集〜もっと光を〜    | 日本の素顔「歌は世につれ」（1961年4月9日） 現代の記録「生きている伝説」（1962年12月29日） NHK特集「ねぶた・ねぷた」（1976年8月5日） サラリーマンライフ「クイズ・オン・アスレチック」（1983年10月9日） 九州730「80歳!! 発明人生まっさかり」（1985年5月23日） 現代の記録「生きている伝説」(1962年12月29日) たべもの新世紀「開拓者魂で育てた高原ダイコン」（2004年6月20日） テレビ生紀行「エッセー・ロマン 歴史街道 大阪城」（1991年5月7日） テレビ生紀行「四国はでっかい水の国 〜水森亜土のため池スケッチ日記〜」（1992年6月28日） BSふれあいホール「出会いのコンサート」（2004年12月3日） 趣味講座「マイコン入門」（1982年4月7日） ピアノのおけいこ「スタッカートとレガート」（1973年10月24日） 実践 はなしことば講座「ユーモアの生かし方」（1987年9月6日） にっぽん診断「ドライバー」（1967年11月26日） わからないって素晴らしい 「方言の宝島・日本」（1990年8月2日） | 三上寛                            | 2023年4月26日に再放送 |

### season1
| 放送回 | 放送日  | タイトル               | 紹介された番組 | ゲスト                      | 備考 |
| ------ | ------- | ---------------------- | --- | --------------------------- | ---- |
| 1      | 4月5日  | 素顔の日本人           | 美と出会う「漫画家 赤塚不二夫 ギャグのココロは愛なのだ」（2001年5月5日） テレビ電話相談「ペットのいる暮らし」（1994年5月30日） 世界・わが心の旅「ベネズエラ・迷いつづけて、六十五歳。」（2001年10月21日） 北海道TEN「どさんこクローズアップ テレビゲームの名人」（1986年5月30日） サンデースポーツスペシャル（1985年10月6日） 成駒屋・芝翫 一家の門出〜三田寛子の子育て福笑い〜（2019年1月1日） YOU「本日新装開店 新しく目立ちたいキミのために」（1985年4月6日） YOU「筋肉モリモリほれぼれボディトレーニング」（1985年8月10日） YOU「運動音痴のためのスポーツ教室」（1985年4月13日） 明るい農村「土佐赤い夏 川谷拓三」（1980年8月11日） 婦人の時間 この人この道「谷崎潤一郎」（1962年12月6日） ここに鐘は鳴る（1959年11月2日） ETV特集「ドキュメント講演 逆境のあなたへ 第3回 正義を貫く勇気を持て〜作家・安部譲二」（1998年7月8日） おしゃれ工房「個性派旅づくり1 場所選びも自分流に」（1994年11月21日） YOU「オレが風呂場でうたう歌」（1984年2月11日） ひるのプレゼント「私の好きな童謡1」（1988年5月9日） この人このまち「ジャイアント馬場〜新潟県・三条市」（1998年5月9日） | 三田寛子                    |      |
| 2      | 4月12日 | 1オクターブ上の音楽    | NHK東京テレビジョン開局記念行事の記録（1953年2月1日） この人手塚治虫ショー「わが夢はるか アトムと飛んだマンガの青春」（1983年10月6日） この人野村克也ショー「生涯一捕手 負けじ魂が支えた野球人生」（1985年1月24日） NHK花のステージ「特集 SFバラエティー宇宙最前線」（1978年5月25日） 音楽の広場「歌うテレビ ナマ放送」（1980年3月22日） ひるのプレゼント「ザ・カラオケ」（1990年7月24日） 第16回思い出のメロディー（1984年8月18日） ひるのいこい1万回記念「ひるのいこいのプレゼント」（1982年11月22日） きらめくリズム（1977年4月23日） みんなのうた「算数チャチャチャ」（1973年6月） 歌はともだち（1977年4月10日） おかあさんといっしょ（1973年2月19日） ステージ101（1973年4月8日） | オスマン・サンコン 田中星児 |      |
| 3      | 4月19日 | クイズとゲームの自叙伝 | ジェスチャー（1968年3月25日） クイズ面白ゼミナール（1981年4月3日） パントマイムクイズ（1961年12月20日） 連想ゲーム（1990年2月7日・1984年4月25日・1984年12月12日・1989年5月3日） WALKING EYES アルクメデス（2010年7月16日） 悠々くらぶ（1993年7月23日） 産業クイズ メード・イン・トウカイ（1983年6月10日） 私の秘密（1958年1月2日） 全力クイズ（2014年9月23日） クイズモンスター（2007年2月17日） お宝映像クイズ 見ればナットク!（2003年6月1日） | ガッツ石松                  |      |
| 4      | 5月17日 | 翔んでるサイエンス     | スタジオ怪獣記（1971年1月3日） 四つの目「ウグイス」（1967年3月30日） 四つの目「潮だまり」（1971年5月27日） レンズはさぐる「風邪」（1977年1月21日） レンズはさぐる「卵をかえす」（1977年3月4日） ウルトラアイ「ラッシュアワー大実験」（1981年12月7日） ウルトラアイ「シートベルトもつけ方しだい」（1985年3月4日） ウルトラアイ「凧タコあがれ」（1980年1月14日） ウルトラアイ「ボクシング」（1978年10月9日） ウルトラアイ「オンチ大研究」（1983年11月14日） ステップ&ジャンプ「アイディア実験室 風力で発電」（1997年2月4日） ステップ＆ジャンプ「アイディア実験室 台所の化学」（1995年4月25日） 技能講座「テレビの故障修理」（1959年1月16日） NHK特集「鶴になった男～釧路湿原・タンチョウふれあい日記～」（1987年10月4日） 課外授業 ようこそ先輩「命の不思議を歌ってみよう」（2003年11月23日） 青春探検「ツチノコを探し続けて～脱・“現実生活”のすすめ～」（1998年6月4日） | 斎藤清六                    |      |
| 5      | 5月24日 | われら青少年           | 日本ニュース（1949年3月22日） できるかな「ボールとたま」（1981年12月8日） できるかな（1972年7月11日） 600こちら情報部「総理官邸訪問！大平さんにきく」（1979年7月31日） 課外授業 ようこそ先輩「映画は最高のお祭りや!」（2001年12月2日） YOU「ミステリーは僕らの合言葉」（1986年10月18日） YOU「発想なき者は去れ 究極のアイデア・発明大集合」（1986年12月13日） ソリトンー野望山馳参寺!（1994年5月29日） 人形劇 ふたごのこぐま（1966年2月16日） あんぜんきょうしつ「なつやすみをまえに」（1975年6月30日） おーい!はに丸（1983年4月13日） はに丸ジャーナル「はにスクープSP パクリの境界線を追え!」（2016年2月9日） このまちだいすき「ライバルはトラブルとともに」（1993年5月26日） このまちだいすき「お買いもの大作戦」（1992年9月2日） 少年ドラマ「11人いる!」（1977年1月2日） タイム・トラベラー「タイム・エネルギーの謎（6）」（1972年2月5日） ポンコツロボット太平記「第1回」（1978年12月25日） NHKへの質問状「放送現場からお答えします」（1982年3月22日） ひとりでできるもん「はじめてのたまごクッキング」（1991年4月1日） 英語であそぼ「あいさつ1」（1990年4月2日） 天才てれびくん「恐竜惑星 第13話」（1993年5月24日） 天才てれびくん「ポコ・ア・ポコ 第10話」（1993年5月18日） 天才てれびくん「ポコ・ア・ポコ 第11話」（1993年5月19日） 天才てれびくん「ポコ・ア・ポコ 第14話」（1993年6月8日） 天才てれびくん「恐竜惑星 第21話」（1993年6月28日） | ビビる大木 中村哲志         |      |
| 6      | 5月31日 | 学びへの招待           | 短編 NHK1962（1962年3月21日） 実践・はなしことば講座「間取りを説明する」（1987年5月10日） 趣味百科 ヨーガ健康法「美しい姿勢をつくる」（1994年4月13日） 趣味講座 初歩のヨーガ「体位法体操5 肩で立つ・コブラ」（1982年5月24日） NHK教養セミナー 日本語再発見「"若者ことば"がわかりますか」（1982年4月15日） 商店経営「従業員のしつけ 作法とエチケット」（1981年1月11日） きょうの料理「20分で晩ごはん さかさまシューマイ」（1995年8月30日） おかあさんの勉強室「わが家の教育（1）」（1980年2月25日） お達者くらぶ「やってみましょう マジック教室」（1981年11月5日） NHKゴルフレッスン「青木功のゴルフ1 スイング編」（1980年3月29日） 将棋の時間 「先崎・神吉の将棋パトロール」（1991年） きょうの料理「中国の豆腐料理2 麻婆豆腐」（1981年9月8日） きょうの料理「シリーズ 炒1 豚肉ときゅうりの炒め物」（1981年3月2日） きょうの料理「中国料理 鶏肉のくるみ入り揚げ煮」（1982年11月17日） きょうの料理「きょうの料理55年 未来に伝えたい味」（2012年10月3日） | 陳建太郎                    |      |
| 7      | 6月7日  | ロックンローカル       | さがんタイム みるみる8時「佐賀弁なほんによかばんた」（佐賀局、1990年11月8日） 北陸特集「クイズ 雪バラエティー」（富山局、1987年2月15日） 砂丘横断クイズ（鳥取局、1991年10月5日） 九州22:00「ふるさと大好き？～コンピューターで診た長崎のくらし～」（長崎局、1983年12月9日） ものほん ウワサの東北見聞録（仙台局、2018年11月15日） 九州730「みなさん出番ですよ！」（福岡局、1985年2月13日） 今夜はトチりそう BKアナウンサー素顔で登場（大阪局、1987年6月1日） みらい・ありいな2020（広島局、2006年5月4日） 西日本の旅「なにわ 下町「独立国」～大阪・大正区～」（大阪局、1985年5月25日） |                             |      |
| 8      | 6月14日 | わたしたちのくらし     | 美容体操（1965年4月2日） ヘアスタイルも宇宙時代（1957年12月22日） 日本の素顔 「妻の座」（1961年9月17日） くらしのミニ事典「洗濯機の仕組み」（1979年5月1日） くらしのミニ事典「電子レンジの特徴」（1984年6月4日） くらしのミニ事典「いろいろなコード」（1978年6月6日） くらしのミニ事典「コードの種類」（1984年6月6日） くらしのミニ事典「コードとプラグの扱い方」（1984年10月22日） お達者くらぶ「ワープロに挑戦する5 文書を保存する」（1987年7月31日） 明るい農村ふるさと通信「わが村わがビデオ」（1984年2月14日） スタジオL「おしかけビデオおじさん」（1985年5月27日） 現代の記録「BGの周辺」（1962年4月21日） エリマキトカゲブーム（1984年7月3日） ウィークエンドキンキ「エリマキトカゲ 文楽にも登場」（大阪局、1984年9月28日） にっぽん列島ただいま6時「かつて僕はアイドルだった」（1986年8月12日） おはようジャーナル「広瀬久美子の気になることば なぜ難しいの？お役所用語」（1989年11月16日） 70年代われらの世界「連帯の条件」（1972年1月26日） |                             |      |

### season2
| 放送回 | 放送日  | タイトル                 | 紹介された番組 | VTRゲスト                                   | 備考 |
| ------ | ------- | ------------------------ | --- | ------------------------------------------- | ---- |
| 9      | 1月8日  | この人たちのビッグショー | 新春檜舞台（1981年1月1日） マルチ・スコープ 顔⑤「似顔絵・顔面模写の秘密！」（1984年4月6日） 夜の指定席「民謡をあなたに」（1978年10月28日） NHK週間ニュース「マリリン・モンロー来日」（1954年2月6日） NHK文化シリーズ 歴史と文明 美の墓碑銘①「マリリン・モンロー」（1978年5月16日） 1999 大島渚 映画と生きる（1999年12月15日） 疲労回復テレビ「からだの大掃除」（1993年12月28日） お楽しみNHKのど自慢（1983年1月3日） おしゃれ工房 アクセサリーは花ざかり「ビーズのネックレス」（1994年5月25日） 青春プレーバック「転職が僕を作家にした 志茂田景樹」（1986年11月29日） ソリトン 金の斧銀の斧（1994年4月30日） | 小山明子 蛭子能収                           |      |
| 10     | 1月15日 | 地域地域バンバン         | ゆうどき5福岡「環境戦士アースマン」（北九州局、2003年） 東北アワー730 町じまん村じまん「アイデア名刺大集合」（福島局、1988年2月4日） 中国路のどこかで「宇品線 汽笛は遠くなりにけり」（広島局、1981年10月15日） だから秋田「秋田ことば大研究」（秋田局、1988年4月16日） 金曜22時「続 再発見！名古屋弁」（名古屋局、1984年9月28日） 九州730「ゲートボールに燃えるまち」（鹿児島局、1986年10月12日） 北陸東海 中部データ診断「住みやすいのはどこだ」（名古屋局、1982年7月8日） 気象予報士 松永貢のマッスル天気（熊本局、2017年 - 2021年） マッスル天気NEO（熊本局、2021年 - 2022年） 気象情報（九州沖縄）茶柱てんき（福岡局、2023年 - ） | 松永貢                                      |      |
| 11     | 1月22日 | 旅をしましょう           | 新日本紀行「鎌倉～神奈川」（1965年7月26日） NHK特集 グランド・キャニオン（1977年9月15日） 海外取材番組 アフリカ大陸を行く 第7集「シュバイツァー博士を訪ねて」（1960年2月7日） テレビ生紀行「わが心の石狩川 河童よ カムバック－北海道・旭川市－」（1993年8月13日） テレビ生紀行「北関東高原だより 大笹牧場－茨城県・今市市－」（1994年8月9日） 富士山山頂大実験（1976年8月26日） 日本つり紀行「俺流ヒラマサ気まま釣り」（1996年10月6日） 世界・わが心の旅「アメリカの夢 リンゴの木の下で」（1994年8月9日） 世界・わが心の旅「水滸伝 中国義侠の夢」（1994年9月18日） 素晴らしき地球の旅「中国・三国志紀行～英雄 孔明の伝説を訪ねて～」（1996年4月28日） 世界・わが心の旅「とどくるマンボウ 追憶のオランダ」（1995年4月15日） | 斎藤喜美子(北杜夫の妻) 斎藤由香(北杜夫の娘) |      |
| 12     | 1月29日 | 生放送は止まらない       | 実況中継 東海道新幹線（1964年8月25日） 宇宙中継 われらの世界 5大陸14か国を結んで（1967年6月26日） 日本の新春 多元中継（1982年1月2日） ひるどき日本列島「とことん満喫 瀬戸内の恵み 入ってみんしゃい！海藻サウナ」（1998年6月18日） ひるどき日本列島「酪農一家の大運動会」（2003年11月4日） ひるどき日本列島「はるばる西へ与那国 台湾をのぞむ巨大カジキの港」（1999年10月18日） ひるのプレゼント「夏だ！ビールバラエティー」（1985年6月27日） ばらえてい テレビファソラシド「ナマ放送・紅白大特報！」（1979年11月20日） テレビ電話相談「青春」（1993年7月21日） |                                             |      |
| 13     | 2月5日  | 食いしん坊は突然に       | 味わいパスポート「チャーハン～美味しさの秘密を伝授～」（2002年10月29日） きょうの料理「この土地この味 利根川のどじょう汁」（1995年9月29日） きょうの料理「男の料理 篠原勝之のクマさん流牛乳なべ」（1989年12月2日） きょうの料理「男の料理 自炊派学生のもつ煮込み」（1987年3月7日） テレビ生紀行 各駅停車「四国ふるさとの風景 阿波池田」（1991年6月24日） ごちそう賛歌「上品な味を守り続けて 讃岐和三盆」（2001年9月7日） シリーズ中国路紀行 師走のまちに吹く風は「山盛りめしが福を呼ぶ～島根県柿木村～」（1987年12月21日） ひるのプレゼント「カレーをしゃべる」（1985年7月15日～19日） 趣味講座 アウトドアライフの楽しみ「アウトドアクッキング」（1988年7月25日） | マイク真木                                  |      |
| 14     | 2月12日 | はやりもの総進撃         | NHK週間ニュース「クイズ旋風」（1956年7月28日） 鯛焼きブームが去って（1976年12月23日） フレッシュロータリー「歳忘れカラオケ港」（1981年12月16日） モノの終わり「ゲームの終焉～いとうせいこうが行く電脳社会の果て～」（1997年12月28日） おかあさんの勉強室 シリーズ現代おもちゃ事情「消しゴム長者がいっぱい」（1984年10月29日） "ツチノコ"で村おこし（1988年4月18日） 屈斜路湖のクッシーを観光名物に 住民台帳にも登録（1982年7月27日） さっぽろ雪まつり クッシーとネッシーが対面（1984年1月31日） ヒバゴン騒動記（1974年8月19日） ちゅうごく西東「ヒバゴンの里に春よ、来い～広島県西条町～」（1995年4月8日） 今夜は四国が見えてくる 接近！ハレー彗星（1985年11月7日） ハレー彗星を広島で見るつどい（1985年12月8日） ハレー彗星 NHKカメラ オーストラリアで鮮明な画像とらえる（1986年3月11日） テレビリポート「星とギターと～アマチュア天文家 関勉さん～」（1974年9月4日） | ゆでたまご （嶋田隆司）                     |      |
| 15     | 2月19日 | どんとこい教養           | 婦人百科 年賀状①「消しゴム版画の年賀状」（1991年11月11日） この人と語ろう「棟方志功」（1973年11月3日） 趣味百科 近未来写真術「TOKYO NUDE」（1990年5月15日） スタジオL 南伸坊のTVで考える「序章 TVを考える」（1985年4月3日） 歴史誕生「日本を測った男～伊能忠敬50歳の挑戦～」（1991年2月11日） NHK教養セミナー 日本語再発見「トチリも楽し 言いまちがいの言語学」（1983年6月16日） やってみようなんでも実験「キャベツやススキで紙に挑戦」（1996年1月15日） おしゃれ工房 男をみがく！50代からのおしゃれ術「モテ系心得帖」（2009年1月26日） | 石田純一                                    |      |
| 16     | 2月26日 | 経済にほえろ             | 新春放談 小林一三 松下幸之助（1957年1月15日） 日本の素顔「デパート」（1961年3月26日） にっぽん列島ただいま6時「ガソリンスタンドが変わる」（1987年11月17日） 首都圏スペシャル「東京"現代"おもしろビジネス」（1987年2月26日） 仕事ハッケン伝「テーマパーク×春香クリスティーン」（2012年7月5日） サラリーマンライフ「男の下着大研究」（1982年1月24日） みちたん～ああ！すばらしきセカイ～「あつ～い挑戦の18回目」（2017年10月26日） にっぽん列島ただいま6時「シリーズ珍釣法 洗濯機でメバル取り」（1987年11月17日） 疲労回復テレビ「職業別疲れ解消」（1994年11月23日） | 春香クリスティーン                          |      |
| 17     | 3月4日  | 広報は招くよ             | NHK広報用映画 健康はラヂオ体操から（1932年） NHK広報用映画 子供の時間（1935年ごろ） 新番組ご案内（1965年4月1日） スタジオからこんにちは（1980年3月9日） スタジオからこんにちは「スタジオへの招待」（1974年10月13日） 氷雪の鉄塔 北辺に電波を守る（1963年3月22日） NHKの窓（1984年5月20日） テレマップやまぐち「地域に密着 徳山通信部」（山口局、1990年11月25日） あなたの声に答えます「カメラマンを育てる！木曜試写会」（1997年10月12日） テレマップ「スポーツ実況は体で覚えろ！」（1998年11月9日） みらい・ありいなTV（2006年12月23日） てれび自由席「わたしの番組批評」（1985年5月19日） |                                             |      |
| 18     | 3月11日 | 君たちはどう生きたか     | NHKきんき特集「横山やすし ぼくにまかしなさい」（大阪局、1983年12月28日） ひるのプレゼント「北の岬うたの旅」（1988年8月31日～9月1日） ルポルタージュにっぽん「ひとはピンクと言うけれど・・・～もうひとつの日本映画～」（1980年5月31日） ソリトン 金の斧銀の斧「炸裂！恋の関節技？～高橋由美子VS藤原喜明～」（1994年6月4日） 民謡とともに「若葉にうたう」（1979年5月12日） お達者くらぶ「太極拳（四）」（1981年10月22日） 歌のビッグステージ「ことしのベスト10発表」（1980年9月30日） ペット相談 ゲスト相談「ウンチは食べていいの？」（2006年5月22日） | 梅宮クラウディア 梅宮アンナ                 |      |

### season3
| 放送回 | 放送日  | タイトル           | 紹介された番組 | VTRゲスト                             | 備考 |
| ------ | ------- | ------------------ | --- | ------------------------------------- | --- |
| 19     | 1月6日  | お笑いキングダム   | 日本ニュース 戦後編 第290号 昭和26年「NHK人気番組 上方演芸会」（1951年7月24日） ゆうどきワイド福岡「亜紀的茶館 原口あきまさ」（2003年4月4日） 月刊ふくおか純情テレビ「HAKATAお笑いパビリオン〜博多の笑いの徹底研究〜」（1990年7月5日） 日曜ソリトン 夢ときどき晴れ!「お笑いニューフェイス奮戦中！お嬢様の挑戦」（1995年9月3日） YOU&ME ふたり「光浦靖子の親友は熊!!相方大久保の立場は？」（1999年5月29日） 列島リレードキュメント「お笑いピン芸人のつぶやき〜東京〜」（1997年2月19日） NHK特集「浪花・笑いの仕掛人」（1985年3月24日） 新日本紀行「浪華芸人横丁〜大阪天王寺・山王町〜」（1971年4月5日） きんき特集「枝雀のケッタイナ小咄」（1983年7月7日） 花の落語家大討論「枝雀対小朝 どちらがナウか？桃太郎と花咲かじいさん」（1980年7月28日） | つぶやきシロー                        | |
| 20     | 1月20日 | 知るを楽しめ       | クイズ面白ゼミナール「人気女優チーム対抗食べ物クイズ」（1981年1月31日） NHK制作映画「ひろがる教室」より「動物の国」（1955年） 漁業新時代「対談 遊漁と漁業」（1983年7月1日） くらしのミニ辞典「テレビのツマミ」（1984年4月6日） ばらえてい テレビファソラシド「アナウンサー大特集」（1980年7月3日） スタジオL「男30★おとなの愉しみ 男のダイアリー」（1986年12月3日） スポットライト「アインシュタインの送り物」（1977年12月11日） テレビコラム「歩けない 高橋義孝」（1979年5月9日） ふるさと登場 中部アングル'86「設計図が見えない－暗中模索のプラスチックモデル業界－」（1986年3月15日） 英語会話 初級「Special Series The Lost Bag」（1965年3月5日） NHK制作映画「ひろがる教室」より「英語教室」（1955年） A Step to English「How old are you?」（1972年8月3日） ルポルタージュにっぽん「当世有名人英語番付」（1980年2月9日） 日本語再発見「若者ことばはアメリカン～五十音図をはみ出す音～」（1984年9月29日） | 青嶋大輔 （青島文化教材社社長）       | |
| 21     | 1月27日 | 前略、一世風靡     | 1970年ニュースハイライト（1970年12月31日） 毎日世界ニュース 第109号 昭和28年（1953年9月30日） パンダ初公開 観客の長い列（1972年11月5日） 銀座にパンダ人形（1972年11月4日） パンダの立て看板も登場 あすから秋の防犯運動（1972年10月31日） 進出するパンダ商品（1973年1月28日） パンダ来日 5年を祝う（1977年10月29日） ニュースその後 パンダ騒動とレコード各社の競作（1977年12月9日） 一億円事件（1980年4月26日） フレッシュロータリー 1億円を拾った大貫さんへの手紙（1980年9月29日） 1億円の落とし物時効～大貫さんのものに～（1980年11月9日） 通信部便り 一輪車の先生（1982年8月27日） 人気呼ぶテレフォンカード（1985年9月10日） テレホンカードさまざま 収集ブーム（1986年5月7日） 急増 テレフォンサービス3年間で3倍（1985年11月13日） NTT民営4か月 テレホンサービスのアイデア（1995年9月5日） 1963年ニュースハイライト（1963年12月30日） テレビロータリー 街かどの雑誌販売機（1977年6月13日） 悪書自動販売機が社会問題化（1976年11月1日） バレンタインデー この日の女性たち（1978年2月14日） スナップきんしゃい ホワイトデー花盛り（1986年3月14日） ヤングスポット きょうホワイトデー（1987年3月14日） 近づくホワイトデー（1988年3月11日） 日本語再発見 ダサイ玉の逆襲（1984年4月28日） 『ダサイタマ』返上へ 埼玉県にイメージアップ委員会発足（1983年11月25日） | 山田英次 （サツマイモまんが資料館長） | |
| 22     | 2月3日  | 健康にもほどがある | 議員さんは御多忙（1956年3月17日） お元気ですか 村上信夫（1984年6月17日） お元気ですか 女優 山田五十鈴（1984年6月10日） 生活ほっとモーニング なべ料理を科学する（1995年11月21日） 疲労回復テレビ 健やかな老後（1995年3月15日） 土曜特集 百歳バンザイ!（1996年1月6日） 人間改造（1955年10月22日） テレビ体操 新春特集（1981年1月2日） 健康クリニック プロレス健康法（1983年12月15日） やせろ！と命ぜられた男たち（1984年10月5日） ウルトラアイ 水泳健康法（1984年6月25日） NHKモーニングワイド 寒天の町の断食道場（1991年11月7日） 今夜もあなたのパートナーⅡ おしゃれ工房「玄米ニギニギ体操～運動不足を解消する～」（1999年4月14日） テレビ人間ドック（1993年10月11日） |                                       | |
| 23     | 2月10日 | 旅人よ我にかえれ   | バタやん大当たり～スロットマシンでギネスブックの記録破る～（1979年08月30日） ほっかいどう7:30 7:30発北帰行「火の山への旅～大竹しのぶ 伊達・洞爺～」（札幌局、1978年9月21日） ほっかいどう7:30 7:30発北帰行「石原裕次郎 小樽」（札幌局、1978年6月1日） テレビ生紀行 四国はでっかい水の国「青柳裕介の物部川まんが旅」（高知局、1992年6月5日） ふるさとの仲間たち「岬の向こうに描いた夢～北海道・浜中町 モンキー・パンチ～」（1998年1月14日） テレビリポート「大蛇探検」（1975年6月1日） 世界・わが心の旅「マヤ 楽園製造装置をさがして～旅人 作家 中島らも～」（1997年9月20日） にっぽん釣りの旅「大自然のリングでイワナ釣りー長野県 乗鞍高原ー」（2002年8月13日） 日本つり紀行「伊勢の海でなるか？10種目征覇！」（1995年10月7日） テレビリポート「香川再見」（高松局、1973年3月） |                                       | |
| 24     | 2月17日 | 名曲ハッケン伝     | 日本の素顔「歌は世につれ」（1961年4月9日） 日本ニュース 戦後編 第166号 昭和24年「子供銀行の歌発表会」（1949年3月15日） 加山雄三ショー「海と男と冒険と」（1986年7月19日） 歌謡グランドショー（1972年4月４日） 歌のグランドショー－9月芸能10大ニュース－（1977年9月28日） 音楽の広場－おかしなおかしな音楽会－（1981年5月8日） 土曜アルバム「藤圭子 イン タカマツ」（高松局、1974年10月26日） 夜の指定席－民謡をあなたに－（広島局、1979年12月29日） 夜の指定席－民謡をあなたに－（1979年1月6日） ひるのプレゼント「日本五大丼考 かつ丼」（1982年1月25日） ひるのプレゼント「日本五大丼考 天丼」（1982年1月28日） ひるのプレゼント「日本五大丼考 三波春夫うな丼ショー」（1982年1月27日） お楽しみNHKのど自慢（1981年1月4日） |                                       | |
| 25     | 3月3日  | 価値観えれじい     | ドキュメンタリー 魔術師たちの当惑「若者とファッション」（1971年10月22日） おかあさんの勉強室 親と子の広場「ギターをひきたい｣（1985年1月24日） 日本の素顔「サラリーマン」（1961年4月16日） 日本の素顔「年功序列」（1963年6月16日） 日本の素顔「もういくつねると･･･｣（1959年12月27日） 涼しい日曜日 会社運動会（1976年9月5日） 9月最初の日曜日 早くも社員運動会（1972年9月3日） 運動会屋繁昌記（1980年10月9日） 経済情報82'「パーソナルコンピューター新時代～ソフトブームの虚実～」（1982年10月5日） おはようジャーナル「点検！パソコン学習ソフト」（1984年11月6日） 経済ジャーナル（1983年5月17日） 日本ニュース 夏の話題（1949年8月2日） 日本の素顔「レジャーの断面｣（1961年7月30日） テレビロータリー「うけています"体力づくり忘年会"」（1978年12月6日） サラリーマンライフ「日本列島・忘年会の名幹事｣（1983年12月25日） かくし芸教室（1984年12月13日） |                                       | |
| 26     | 3月10日 | お達者伝説         | 日本ニュース 戦後編 第217号 昭和25年「長生き学校」（1950年3月7日） お達者ですか「笠智衆」（1976年4月12日） 合わせて200歳 双子のおばあちゃんの明るい毎日（1991年10月1日） きんさんぎんさんが健康会に（1995年11月21日） きんさんぎんさんが102歳に（1994年8月1日） きんさんぎんさんブドウ狩り（1995年9月5日） お達者ですか「織田幹雄・南部忠平・吉岡隆徳・西田修平・村社講平」（1976年7月12日） 明るい農村「わが村・わが故郷 前畑秀子」（1979年7月30日） お達者ですか「服部良一」（1977年2月28日） NHKスペシャル「遊ぼうよフクチャン～漫画家・横山隆一・九十歳～」（1998年5月17日） 生活ほっとモーニング「だれもが一番！お年寄りたちの芸自慢」（1996年4月2日） お達者くらぶ 産地直送旅案内「桜吹雪 こんにゃくの里～群馬・下仁田町～」（1987年5月25日） お達者くらぶ 産地直送旅案内「ドロメ 地曳き網の浜～高知・赤岡町～」（1987年5月27日） テレビとラジオで訴える老人の主張（1983年9月15日） 東北発見 自転車に乗った福の神～老万歳師「五郎んつぁ」90歳の旅～（1996年1月20日） |                                       | 当初は2025年1月13日に放送予定であったが 同日に発生した日向灘を震源とする地震の報道のため休止となり この日に改めてシーズン3の最終回として放送した。 |

## スタッフ
- 音声 - 小松勇樹、佐藤大地、富樫邦明、小山道夫、城賢一郎、齋藤楓、濱口大蔵、杉山徹、秋谷英雄、薄井宏之、村田優佳
- 映像技術 - 北村和也、松島史明、市川遼、徳久大郎、横山良一、遠藤健介、正岡卓哉、庄子裕(格)、加藤裕也、矢後侑渡、高谷翔太、佐野大琉、清野一彦、黒木稜真、白木花代
- 映像デザイン - 志村環
- 音響効果 - 武田拓也、尾形香
- CG制作 - 嶋村明彦、佐川佳世、梅園さと子
- 編集 - 白沢大介、勝俣正士、齋藤三千雄、渦波亜朱佳、横山利広、張戸真紀子、入江仁浩、沖田恵、郡山慎吾、菅沼隆洋、渡辺一馬、高橋健、高野益寿
- リサーチャー - 今泉由香
- 取材 - 青木大使、小泉璃沙子
- ディレクター - 武井康一郎、酒井健人、岩田公平、上野加奈代、苗村佳美、奥村俊樹、小泉璃沙子、池山聡子、後藤直純
- プロデューサー - 菱田やすこ→松浦通陽
- 制作統括 - 城秀樹、相部任宏
- 制作協力 - ピー・ディー・ネットワーク（season2・3）
- 制作 - NHKエデュケーショナル